# 里法伊纳
里法伊纳是巴西圣保罗州的一个市镇。总面积171.583平方公里，总人口3587人，人口密度20.9人/平方公里。